# Simfonija br. 8 u G-duru (Dvořák)
Simfonija br. 8 u G-duru, op. 88, B. 163 je simfonija Antonína Dvořáka iz 1889. godine. Izvorno je objavljena kao Simfonija br. 4. Premijerno je izvedena u Pragu 1890. godine.

## Nastanak
Antonín Dvořák je bio češki skladatelj iz razdoblja romantizma. Svirao je violinu, violu, klavir i orgulje. Počeo je skladati već za vrijeme školovanja. Priznanja je dobio još za života, djela su mu izvođena širom Europe, a mnogima je sâm dirigirao. Pisao je scensku, orkestarsku i komornu glazbu, glazbu za solistička glazbala, kao i druga djela, od kojih su najpoznatija opera "Rusalka", Simfonija br. 9 i "Slavenski plesovi".
Dvořák je Osmu simfoniju napisao u ljeto i jesen 1889. godine i bio je dirigent na premijeri u Pragu 2. veljače 1890. godine.
Zbog krize u odnosima između Dvořáka i njegovog glavnog izdavača Fritza Simrocka, Simfonija je objavljena tek 1892. godine u Londonu. Stoga ponekad dobiva naslov "Engleska".

## O glazbi
Orkestracija: pikolo, 2 flaute, 2 oboe, engleski rog, 2 klarineta, 2 fagota, 4 horne, 2 trube, 3 trombona, tuba, timpani, gudači
Tonalitet: G-dur
Iako je u osnovi Dvořák zadržao strukturu klasične simfonije, uveo je i brojne inovacije.
1. Allegro con brio
2. Adagio
3. Allegretto grazioso - Molto vivace
4. Allegro ma non troppo

### 1.Allegro con brio
Jedna inovacija je već na početku: čelo, klarinet i fagot uvode sporu temu koja se praktički neizmijenjena javlja na početku ekspozicije, provedbe i reprize. Flauta uvodi pastoralnu glavnu temu koju preuzima orkestar, a zatim slijedi sporedna tema. Burna provedba se stišava kad umjesto flaute glavnu temu preuzima engleski rog. Repriza završava kratkom energičnom kodom.

### 2.Adagio
Drugi stavak može se smatrati slobodnim rondom: počinje melanholičnom melodijom gudača a zatim se izmjenjuju teme u kontrastnom raspoloženju, koje predvode flauta, violina i klarinet.

### 3.Allegretto grazioso - Molto vivace
Kao i drugi, i treći stavak zasnovan je na kontrastu. Počinju ga violine u stilu valcera, za kojim slijedi češki ples koji ima ulogu trija, također u 3/4 taktu. Vraća se valcer, a za njim se u kodi ponovno javlja ples iz trija, ali u bržem tempu.

### 4.Allegro ma non troppo
Fanfare najavljuju četvrti stavak, koji je napisan u obliku "tema i varijacije". Stavkom prevladavaju češke teme, a varijacije obuhvaćaju brži i sporiji tempo te nježnije i bučnije melodije, ali uvijek u vedrom i optimističnom raspoloženju. Lirski pasaž uvodi stavak u trijumfalno finale.
Uobičajeno trajanje simfonije je oko 36 minuta.